# Christine Nkulikiyinka

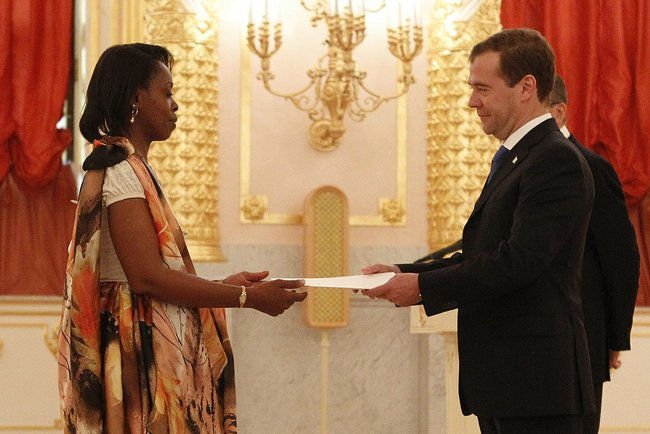

Christine Nkulikiyinka (ur. 1 lutego 1965) – rwandyjska dyplomatka i urzędnik.
Studiowała na uniwersytecie w Ludwigshafen. Od 1991 do 2005 była pracownicą ambasady w Niemczech (m.in. jako jej pierwsza sekretarz). Następnie zatrudniono ją w MSZ Rwandy. Od lipca 2009 jest ambasadorem w Niemczech, z jednoczesną akredytacją w kilku innych krajach europejskich (Czechy, Słowacja, Austria, Polska, Chorwacja, Serbia, Rumunia i Rosja).